# Bonneveau
Bonneveau é uma comuna francesa na região administrativa do Centro, no departamento Loir-et-Cher. Estende-se por uma área de 11,04 km². Em 2010 a comuna tinha 467 habitantes (densidade: 42,3 hab./km²).